# Millie Knight
Pour les articles homonymes, voir Knight.
Millie Knight est un skieuse alpine handisport britannique, née le 15 janvier 1999 à Canterbury.

## Palmarès

### Jeux paralympiques
| Épreuve / Édition | Sotchi 2014 | Pyeongchang 2018 | Pékin 2022 |
| Descente          | -           | Argent           | Bronze     |
| Super-G           | -           | Argent           | 4e         |
| Slalom géant      | 5e          | 7e               | 9e         |
| Slalom            | 5e          | Bronze           |            |
| Super combiné     | -           | 4e               | 4e         |